# Dimension tripper!!!!
「Dimension tripper!!!!」（ディメンション・トリッパー）は、naoの楽曲。自身が作詞、新井健史が作曲を手掛けた。naoの5枚目のシングルとして2013年7月24日に5pb.Recordsから発売された。

## 音楽性
本曲は、テレビアニメ『超次元ゲイム ネプテューヌ THE ANIMATION』のオープニングテーマに起用された。「ネプらしさ」を表現したガールズロック調のかわいい曲で、歌詞はゲームのユーザー主人公に据えている。
タイトル中の「Dimension tripper」は「超次元」を漢字の意味合いで砕き、英訳したもので、4つの感嘆符はは作中に登場する守護女神を表している。当初は歌詞に作中のタイトルを入れるつもりだったが、語呂が合わないため代わりに単純明快な「キミモナカマダ」を選んだという。歌詞の最後に登場する「Fortune favors the brave. Dimension tripper!!!!」は、「ネプテューヌシリーズ」 を総括した内容になっている。
間奏には5pb.ちゃんを知って欲しいというnao自身の意向からあえてセリフを入れている。

## シングルリリース
2013年7月24日に5pb.Recordsから発売された。naoのシングルとしては前作「神次元!ふぉーちゅん・まてりある」から9か月ぶりのリリースとなる。
DVD付盤（FVCG-1255）とコラボ盤（FVCG-1256）の2種リリースで、DVD付盤には本曲のPVおよびメイキングを収録したDVDが同梱されている。ディスクジャケットは、DVD付盤がnaoが赤い服を着たnaoが傘をさした写真、コラボ盤がネプテューヌ、ベール、ノワール、ブランのイラストがそれぞれ使用されている。
DVD付盤には、nao自身が制作し、つなこがイラストを手掛けた5pb.ちゃんのハート型ギターピック、スマートフォン用のコレクションゲーム、嫁コレ用の限定カードとシリアルコードが封入されている。なお嫁コレ用の限定カードに関しては各形態で絵柄が異なっている。
2曲目「Hard beat×Break beat」は、5pb.ちゃんをイメージしたかっこいいバトルソングで、5pb.ちゃんの心情を歌詞に込めて制作された。
DVD付盤には5pb.ちゃん（CV：nao）とそのいとこに当たるMAGES.ちゃん（CV：古川かおり）とのデュエットソング「絆のカタチ」が収録されているが、これはnaoの「いとこ同士のユニットなんていいなじゃない?」との発案により実現した。

## シングル収録内容

### DVD付盤
| #         | タイトル                                                                               | 作詞       | 作曲      | 編曲      | 時間  |
| --------- | -------------------------------------------------------------------------------------- | ---------- | --------- | --------- | ----- |
| 1.        | 「Dimension tripper!!!!」(テレビアニメ『超次元ゲイム ネプテューヌ』オープニングテーマ) | nao        | 新井健史  | MACARONI☆ | 4:16  |
| 2.        | 「Hard beat×Break beat」                                                               | nao        | fu:u      | fu:u      | 3:49  |
| 3.        | 「絆のカタチ」                                                                         | 山下慎一狼 | fu:u      | fu:u      | 3:53  |
| 4.        | 「Dimension tripper!!!!（off vocal）」                                                 |            |           |           | 4:16  |
| 5.        | 「Hard beat×Break beat（off voval）」                                                  |            |           |           | 3:49  |
| 6.        | 「絆のカタチ（off voval）」                                                            |            |           |           | 3:51  |
| 合計時間: | 合計時間:                                                                              | 合計時間:  | 合計時間: | 合計時間: | 23:57 |

| #  | タイトル                                 | 作詞 | 作曲・編曲 |
| -- | ---------------------------------------- | ---- | ---------- |
| 1. | 「Dimension tripper!!!!（Music Clip）」  |      |            |
| 2. | 「Dimension tripper!!!!（Making Clip）」 |      |            |

### コラボ盤
| #         | タイトル                                                                               | 作詞      | 作曲      | 編曲      | 時間  |
| --------- | -------------------------------------------------------------------------------------- | --------- | --------- | --------- | ----- |
| 1.        | 「Dimension tripper!!!!」(テレビアニメ『超次元ゲイム ネプテューヌ』オープニングテーマ) | nao       | 新井健史  | MACARONI☆ | 4:16  |
| 2.        | 「Hard beat×Break beat」                                                               | nao       | fu:u      | fu:u      | 3:49  |
| 3.        | 「Dimension tripper!!!!（off vocal）」                                                 |           |           |           | 4:16  |
| 4.        | 「Hard beat×Break beat（off voval）」                                                  |           |           |           | 3:49  |
| 合計時間: | 合計時間:                                                                              | 合計時間: | 合計時間: | 合計時間: | 16:10 |

## チャート
| チャート（2013年）                | 最高位 |
| --------------------------------- | ------ |
| オリコン                          | 31     |
| Billboard JAPAN Hot Singles Sales | 33     |